# Anna Bolena
Anna Bolena je opera Gaetana Donizettiho o dvou jednáních z roku 1830. Libreto napsal Felice Romani. Premiéra opery proběhla 26. prosince 1830 v Miláně v divadle Teatro Carcano. První představitelkou hlavní role byla sopranistka Giuditta Pasta.

## Historie
Opera Anna Bolena přinesla Donizettimu první velký úspěch. Po jeho smrti ale toto vrcholně dramatické dílo upadlo na dlouhou dobu v téměř úplné zapomnění.
Teprve inscenace v divadle La Scala v Miláně dne 14. dubna 1957 vrátila operu do repertoáru předních světových operních divadel. Titulní roli zpívala Maria Callas, režii inscenace měl Luchino Visconti. K dalším významným představitelkám titulní role patřily Montserrat Caballé, Renata Scotto a Edita Gruberová, v současnosti pak Anna Netrebko.
V roce 2011 byla opera uvedena na scéně Vídeňské státní opery s Annou Netrebko v hlavní roli. Další role zpívali Ildebrando D'Arcangelo jako král Jindřich VIII. a Elīna Garanča jako Giovanna Seymour. V září 2011 bylo dílo uvedeno jako zahajovací představení sezóny 2011/2012 v Metropolitní opeře v New Yorku, opět s Annou Netrebko v hlavní roli. Dirigentem byl David McVicar. V sezóně 2015/2016 pak byla Anna Bolena přenášena přímým televizním přenosem z New Yorku do celého světa. Při tomto představení zpívala titulní roli americká sopranistka Sondra Radvanovsky. Dalšími pěvci byli barytonista Ildar Abdrazakov a sopranistka Jamie Barton.

## Osoby
- Anna Bolena (Anna Boleynová) - soprán
- Enrico (Jindřich VIII.) - bas
- Giovanna Seymour (Jana Seymourová), Annina dvorní dáma - mezzosoprán
- Lord Rochefort (George Boleyn) - bas
- Riccardo Percy (Henry Percy, 6. hrabě z Northumberlandu) - tenor
- Smeton (Mark Smeton), hudebník - kontraalt
- Hervey, dvorní úředník - tenor
- dvořané, vojáci, lovci

## Děj opery
Děj se odehrává v Anglii v roce 1536. Po politických a náboženských nepokojích se králi Jindřichovi VIII. podařilo zbavit se rozvodem své první manželky, Kateřiny Aragonské. Jako anglická královna je korunována jeho dlouhodobá milenka Anna Boleynová. Po narození princezny, pozdější královny Alžběty, však utrpěla Anna dvakrát potrat. Král Jindřich nedokáže překonat svůj hněv, že mu Anna není schopna poskytnout vytouženého mužského potomka.

### První jednání
V Greenwichském paláci diskutují dvořané o stavu královských věcí. Královna Anna je po necelých třech letech manželství králem opomíjena a jeho pozornost se obrátila k další, dosud neznámé ženě. První dvorní dáma Jana Seymourová, v italském znění opery zvaná Giovanna, byla povolána ke královně, ale na prahu její komnaty váhá. Náhle se objeví královna a ptá se po příčině smutné nálady u dvora. Zjišťuje, že sama Giovanna je sklíčená, a žádá své páže Marka Smetona, aby zazpíval píseň, která by všechny rozveselila. Slova písně jí ale připomínají ztracené štěstí její první lásky, kterou zradila kvůli sňatku s králem.
Giovanna je sama ve své ložnici, ve skutečnosti je ona novou královou milenkou, a cítí se vina touto zradou. Objeví se Jindřich, vášnivě jí vyznává lásku a slibuje manželství. Giovanna se obává o Anninu budoucnost, ale uvědomuje si, že je příliš pozdě pro ni něco učinit.
Annin bratr, Lord Rochefort, potkává náhodou Richarda Percyho, hraběte z Northumberlandu, v Greenwichském parku. Percy, přestože byl jako bývalý královnin milenec vyhoštěn, byl králem povolán z vyhnanství zpět. Slyšel o Annině tísni a ptá se po ní. Rochefort odpovídá vyhýbavě. Percy přiznává, že jeho vlastní život byl nešťastný, protože on a Anna byli rozděleni. Přichází král s lovci, následován Annou a jejími dvorními dámami. Jindřich pozdraví svou ženu chladně, pak sdělí Percymu, že má královně poděkovat za odpuštění, kterého se mu dostalo. Ve skutečnosti zařídil král Percyho návrat jako past pro Annu a baví se jejich emocemi a rozpaky, když se pozdraví navzájem. Nařizuje radnímu Herveyovi, aby pár špehoval.
Smeton, který je tajně zamilován do královny, přichází do jejích komnat, aby jí vrátil miniaturní portrét, který jí odcizil. Skrývá se, když se náhle objeví Anna a pře se s Rochefortem. Ten ji prosí, aby přijala Percyho a přesvědčila ho, aby opustil Anglii a odvrátil tím nebezpečí, které hrozí jim oběma. Anna váhavě souhlasí. Percy vstoupí a nemůže skrýt, že stále miluje Annu. Anna připouští, že král ji již nemiluje, ale zůstává věrná a prosí Percyho, aby opustil vlast. Rozrušený Percy tasí svůj meč. Zároveň vyrazil Smeton ze svého úkrytu, aby ochránil Annu, a Rochefort přibíhá varovat, že se blíží král. Jindřich vzápětí vtrhne dovnitř s Herveyem a soudci. Smeton hlásá královninu nevinu, ale rozzuřený král uchopí miniaturu jako vítaný důkaz o zdánlivé nevěře své manželky. Obviňuje všechny čtyři z cizoložného spiknutí. Anna je zatčena.

### Druhé jednání
Anna byla uvězněna ve svých komnatách ve Westminsterském paláci v Londýně. Její dámy netrpělivě čekají zprávy o blížícím se soudu. Jsou povolány Herveyem, aby podaly výpověď před Radou peerů. Dámy odcházejí doprovázeny strážemi. Giovanna přichází tajně za Annou, aby jí sdělila, že trestu smrti se může vyhnout pouze tím, když přizná vinu za cizoložství a umožní králi rozvod. Anna to odmítá a proklíná ženu, která ji nahradila v králově náklonnosti. Giovanna přiznává, že ona je tou ženou. Šokovaná Anna to zprvu odmítá, ale pak cítí lítost nad Giovanniným zoufalstvím. Říká, že ne Giovanna, ale král je ten, kdo ji zradil.
Smeton byl mučením donucen k přiznání, že je jedním z královniných milenců. Věří, že svým doznáním jí zachrání život. Anna a Percy jsou postaveni před soud Rady peerů. Anna říká králi, že je připravena zemřít, ale prosí ho, aby ji ušetřil ponížení soudu. V následující konfrontaci Percy prohlašuje, že on a Anna byli oddáni předtím, než se Anna stala královou manželkou. Anna Percyho tvrzení nepotvrzuje. Jindřich o tom pochybuje, ale milenci mu dali do rukou důkaz o své vině. Percy a Anna jsou odvedeni. Giovanna prosí Jindřicha za Annin život, ale ten ji odmítne. Přichází zprávy o rozhodnutí Rady: královský sňatek je rozveden a Anna a její společníci mají být popraveni.
Percy zjistí, že Rochefort byl také odsouzen jako krvesmilný spiklenec. Oba muži se rozhodují nést smrt statečně spolu s Annou.
Ve své cele v Toweru je Anna krajně rozrušena. Před dvorními dámami se její myšlenky obracejí do šťastnějších časů: vzpomíná na den své svatby s Jindřichem, na svou první lásku - Percyho, a nakonec na své dětství v rodném domě. Vstupuje Hervey se strážemi a Anna se probouzí do hrozné skutečnosti svého osudu. Jsou přivedeni její spoluvězni. Smeton obviňuje sám sebe, že zapříčinil Annin konec. Anna obejme Percyho a svého bratra a upadá zpět do bezvědomí. Ozývají se zvony a rány z děl, které oznamují králův nový sňatek. Anna se opět probere k vědomí. Proklíná královský pár a odchází na popraviště.

## Diskografie
DVD: Gaetano Donizetti: Anna Bolena, Deutsche Gramophon, DDD 0440 073 4725 6 GH2. Zpívají: Anna Netrebko, Ildebrando D'Arcangelo a Elīna Garanča. Dirigent: Evelino Pidò, orchestr a sbor Vídeňské státní opery (2011).